# Little Big Shot
Pour plus de détails, voir Fiche technique et Distribution.
Little Big Shot est un film américain réalisé par Michael Curtiz et sorti en 1935.

## Fiche technique
- Réalisation : Michael Curtiz
- Scénario : Jerry Wald, Julius J. Epstein, Robert Hardy Andrews
- Production : Warner Bros., Vitaphone Corporation
- Image : Tony Gaudio
- Costumes : Orry-Kelly
- Musique : Heinz Roemheld
- Montage : Jack Killifer
- Durée : 78 minutes[1]
- Date de sortie :
  - États-Unis : 7 septembre 1935

## Distribution
- Sybil Jason : Gloria
- Glenda Farrell : Jean
- Robert Armstrong : Steve
- Edward Everett Horton : Mortimer
- Jack La Rue : Doré
- Arthur Vinton : Kell
- J. Carrol Naish : Bert
- Edgar Kennedy : Onderdonk
- Addison Richards : Hank Gibbs
- Joe Sawyer : un acolyte de Doré
- Emma Dunn : la directrice de l'orphelinat
- Ward Bond : un acolyte de Kell
- Tammany Young : Ralph Lewis / le Rajah
- Murray Alper : un acolyte de Doré
- Marc Lawrence : un acolyte de Doré
- Guy Usher : le lieutenant Adams